# Augusto Carcamo
Augusto Carcamo (ur. w Osorno) − chilijski bokser, srebrny medalista igrzysk panamerykańskich w Buenos Aires.

## Kariera amatorska
W 1951 r. zdobył srebrny medal na igrzyskach panamerykańskich w Buenos Aires. W półfinałowej walce w kategorii piórkowej, Carcamo pokonał na punkty Meksykanina Juana Alvarado, awansując do finału. W finałowej walce przegrał na punkty z reprezentantem gospodarzy Francisco Núñezem.

## Kariera zawodowa
Carcamo był zawodowym bokserem w latach 1952–1956. 9 lipca 1954 został mistrzem Chile w kategorii lekkiej, pokonując Carlosa Silvę. Ostatni pojedynek stoczył 28 lipca 1954, przegrywając z Andresem Osorio w obronie mistrzostwa kraju.